# Michael Duheme
Michael Duheme (Chambly, ...) è un poliziotto canadese, comandante della Gendarmeria reale canadese.

## Biografia
Nel 1988, è entrato a far parte della Royal Canadian Mounted Police. Nel corso della sua carriera, ha prestato servizio in quattro province del Canada e a livello internazionale in una missione di mantenimento della pace in Kosovo. È stato membro della squadra di risposta alle emergenze dell'RCMP, ufficiale di protezione personale dei VIP e comandante delle operazioni per il vertice francofono.
Nel 2015 è stato nominato responsabile dei servizi di protezione parlamentare ed è diventato il primo direttore del servizio di protezione parlamentare. Nel 2016 è diventato Comandante della Divisione Nazionale. Ha servito anche come vice commissario della polizia federale.
Nel marzo 2023, Duheme è stato nominato Commissario ad interim dell'RCMP in seguito al pensionamento di Brenda Lucki.  Fu nominato permanentemente alla carica a maggio durante una cerimonia presso l'Armeria Salaberry a Gatineau.